# فردگرایی روش‌شناختی
فردگرایی روش‌شناسانه (انگلیسی: Methodological individualism) بیان می‌دارد که پدیده‌های اجتماعی باید با نشان دادن نحوهٔ نتیجه دادن آنها از کنش‌های فردی توضیح داده شوند که این کنش‌ها نیز به نوبهٔ خود باید در ارتباط با مقاصدی که کنشگران فردی را بر می‌انگیزد توضیح داده شوند.
فردگرایی روش‌شناسانه از مبانی اقتصاد اتریشی است. در مکتب اتریش انتخاب کنشی انسانی است که منجر به مبادلهٔ چیزی با مطلوبیتی کمتر با چیز دیگری با مطلوبیت بیشتر می‌گردد.